# Macuva
Macuva (hebrejsky מַצּוּבָה, v oficiálním přepisu do angličtiny Mazzuva, přepisováno též jako Matzuva) je vesnice typu kibuc v Izraeli, v Severním distriktu, v Oblastní radě Mate Ašer.

## Geografie
Leží v nadmořské výšce 105 metrů, na pomezí kopců Horní Galileji a izraelské pobřežní planiny, cca 5 kilometrů od břehů Středozemního moře a 3 kilometry od libanonských hranic. Je situována na nevýrazných pahorcích, které na severní straně obtéká vádí Nachal Becet, které tu vytváří podlouhlé údolí Bik'at Šefa. Podél severovýchodního okraje vesnice, u pahorku Har Poreach, do něj přitéká rovněž vádí Nachal Cuva. Jižním a jihovýchodním směrem se rozkládá mírně zvlněná a částečně zalesněná krajina s několika menšími vrchy jako Giv'at Chamudot, Giv'at Ezov nebo Tel Avdon.
Obec se nachází necelé 2 kilometry jihovýchodně od města Šlomi, cca 115 kilometrů severoseverovýchodně od centra Tel Avivu a cca 32 kilometrů severovýchodně od centra Haify. Macuvu obývají Židé, přičemž osídlení v tomto regionu je zcela židovské. Centrální oblasti Galileji, které obývají izraelští Arabové nebo Drúzové, leží dál k jihovýchodu.
Macuva je na dopravní síť napojena pomocí dálnice číslo 70.

## Dějiny
Macuva byla založena v roce 1940. Jejími zakladateli byla skupina židovských přistěhovalců z Německa napojená na tělovýchovnou organizaci Makabi ha-ca'ir. Tito Židé přišli do tehdejší mandátní Palestiny roku 1934 a roku 1938 pomáhali založit kibuc Kinarot (poblíž nynějšího města Chadera). Roku 1939 se přesunuli do tohoto regionu a podíleli se na založení nedaleké opevněné osady Chanita. Roku 1940 pak osídlili nynější lokalitu. Jméno kibucu je doloženo jako místní název v Talmudu a Mišně a přetrvalo do novověku v názvu nedaleké lokality Mas'ub situované cca 2 kilometry severně odtud.
Zdejší pozemky do židovského vlastnictví získal Židovský národní fond od arabských majitelů původem z Libanonu. V počáteční fázi osadníci trpěli nedostatkem vody. V roce 1946, během britských razií, známých jako Černá sobota, bylo obyvatelstvo vesnice postiženo masovým zatýkáním a internací. Do Macuvy proto byla vyslána nová osadnická skupina okolo Makabi ha-Ca'ir z židovských přistěhovalců z Maďarska. Plán OSN na rozdělení Palestiny z roku 1947 předpokládal začlenění židovských osad v západní Galileji do arabského státu. Během války za nezávislost v roce 1948 byla vesnice nejprve obléhána Araby a ovládnuta spolu s okolním regionem židovskými silami až v rámci Operace Ben Ami.
Před rokem 1949 měla Macuva 118 obyvatel a rozlohu katastrálního území 1 500 dunamů (1,5 kilometrů čtverečních).
Koncem 90. let 20. století prošel kibuc privatizací a jeho členové jsou odměňováni individuálně, podle vykonané práce. V roce 2003 následovala ekonomická krize spojená s krachem místního průmyslu.
Ekonomika kibucu je založena na zemědělství a turistickém ruchu. V Macuvě fungují zařízení předškolní péče, základní škola je ve vesnici Kabri. K dispozici jsou zde sportovní areály, plavecký bazén, knihovna, zdravotní ordinace, obchod a synagoga.

## Demografie
Obyvatelstvo kibucu Macuva je sekulární. Podle údajů z roku 2014 tvořili naprostou většinu obyvatel v Macuvě Židé (včetně statistické kategorie "ostatní", která zahrnuje nearabské obyvatele židovského původu ale bez formální příslušnosti k židovskému náboženství).
Jde o menší sídlo vesnického typu s populací, která po výrazném propadu počátkem 21. století začala od roku 2006 opět růst. K 31. prosinci 2014 zde žilo 1100 lidí. Během roku 2014 populace stoupla o 1,8 %.
| Rok            | 1948 | 1961 | 1972 | 1983 | 1995 | 2001 | 2003 | 2004 | 2005 | 2006 | 2007 | 2008 | 2009 | 2010 | 2011 | 2012 | 2013 | 2014 |
| -------------- | ---- | ---- | ---- | ---- | ---- | ---- | ---- | ---- | ---- | ---- | ---- | ---- | ---- | ---- | ---- | ---- | ---- | ---- |
| Počet obyvatel | 243  | 396  | 373  | 511  | 501  | 601  | 479  | 441  | 433  | 443  | 479  | 520  | 641  | 745  | 888  | 992  | 1081 | 1100 |